# Церковь Святого Иосафата (Харбин)
Церковь Святого Иосафата или Костел Святого Иосафата, освящен в честь Иосафата епископа-мученика, располагался в Харбине в районе Пристани, улица Аптекарская, дом 115.

## История
В 1921 году Харбин посетил апостольский визитатор епископ Jean Budes de Guébriant направленный папой с миссией в Китай и Сибирь, который обратил внимание, что в районе Пристани проживало много католических семей, которым было затруднительно посещать храм Святого Станислава, расположенный в центре города. Вскоре был создан Строительный комитет, во главе с ныне прославленным в чине блаженных священником Антонием Лещевич MIC.
3 сентября 1922 года был совершен чин основания храма.
15 июня 1925 года освящение выстроенной церкви совершил, уполномоченный на это епископом, священник миссионер Мавр Клюгэ.

Выстроен в готическом стиле по плану и под наблюдением инженера Владислава Янкевич. Постройка деревянная с печным отоплением, площадь храма 19 метров на 8 метров, т.е. 152 кв. м. вмещает до 300 человек. Первым настоятелем храма был отец Антоний Лещевич. В настоящее время настоятеля нет, а исполняющим его должность является отец Грациан Колодзейчик – он же и единственный священнослужитель данного храма. Общая цифра прихожан около 800 чел. Большинство поляки… плюс большой процент корейцев. Приход с 1925 по 1938 гг. содержал приходскую школу. Количество присоединенных к вере редки и носят случайный характер.
Также римско-католические богослужения в Харбине проходили в здании Французской дипломатической миссии, в квартале Тен-Гу-Та.

После репатриации поляков в 1949 году, количество прихожан заметно уменьшилось  
В настоящее время сведений о состоянии храма нет.